# Giuseppe Moro
Giuseppe Moro (ur. 16 stycznia 1921 w Carbonerze, zm. 28 stycznia 1974) – piłkarz włoski grający na pozycji bramkarza. Nosił przydomek „Bepi”.

## Kariera klubowa
Moro rozpoczął piłkarską karierę w klubie Treviso FC. W 1938 roku zadebiutował w jego barwach w Serie C1. Grał tam do 1942 roku i wtedy to przeszedł do Alessandrii Calcio, gdzie spędził jeden sezon. W latach 1943–1945 nie grał w żadnym zespole, gdyż na skutek II wojny światowej rozgrywki we Włoszech zostały zawieszone. Po zakończeniu wojny w 1945 roku Moro wrócił do Treviso i przez dwa sezony bronił w Serie B.
W 1947 roku Moro w końcu trafił do Serie A. Został piłkarzem AC Fiorentina i 14 września tamtego roku zadebiutował w ekstraklasie w wygranym 1:0 meczu z AS Roma. W Fiorentinie występował w pierwszym składzie i zajął 7. miejsce w lidze. W sezonie 1948/1949 Giuseppe występował w AS Bari, któremu pomógł utrzymać się w Serie A. W 1949 roku był pierwszym bramkarzem Torino Calcio i zakończył z nim rozgrywki na 6. pozycji. W sezonie 1950/1951 Moro był zawodnikiem AS Lucchese, a po roku przeszedł do Sampdorii. Dwukrotnie zajął z nią miejsce w środku tabeli i po dwóch sezonach po raz kolejny w karierze zmienił klub. Tym razem wyjechał do Rzymu i podpisał kontrakt z tamtejszą Romą. Grał tam w wyjściowej jedenastce, a w 1955 roku zajął 3. miejsce w lidze (swoje najwyższe w karierze). Sezon 1955/1956 spędził w drugoligowym Hellasie Verona i latem 1956 zakończył piłkarską karierę.
| Sezon   | Klub                  | Kraj   | Rozgrywki | Mecze | Bramki |
| ------- | --------------------- | ------ | --------- | ----- | ------ |
| 1938/39 | Treviso FC            | Włochy | Serie C1  | 4     | 0      |
| 1939/40 | Treviso FC            | Włochy | Serie C1  | 8     | 0      |
| 1940/41 | Treviso FC            | Włochy | Serie C1  | 26    | 0      |
| 1941/42 | Treviso FC            | Włochy | Serie C1  | 30    | 0      |
| 1942/43 | US Alessandria Calcio | Włochy | Serie B   | 30    | 0      |
| 1945/46 | Treviso FC            | Włochy | Serie B   | 21    | 0      |
| 1946/47 | Treviso FC            | Włochy | Serie B   | 39    | 0      |
| 1947/48 | AC Fiorentina         | Włochy | Serie A   | 38    | 0      |
| 1948/49 | AS Bari               | Włochy | Serie A   | 36    | 0      |
| 1949/50 | Torino Calcio         | Włochy | Serie A   | 32    | 0      |
| 1950/51 | AS Lucchese           | Włochy | Serie A   | 37    | 0      |
| 1951/52 | UC Sampdoria          | Włochy | Serie A   | 38    | 0      |
| 1952/53 | UC Sampdoria          | Włochy | Serie A   | 34    | 0      |
| 1953/54 | AS Roma               | Włochy | Serie A   | 27    | 0      |
| 1954/55 | AS Roma               | Włochy | Serie A   | 28    | 0      |
| 1955/56 | Hellas Verona         | Włochy | Serie B   | 15    | 0      |

## Kariera reprezentacyjna
W reprezentacji Włoch Moro zadebiutował 12 czerwca 1949 w zremisowanym 1:1 meczu z Węgrami. W 1950 roku został powołany przez Ferrucia Novo do kadry na mistrzostwa świata w Brazylii, na których zagrał w jednym spotkaniu, wygranym 2:0 z Paragwajem. W kadrze narodowej zagrał łącznie w 9 spotkaniach.